# Dirceu Lopes
Dirceu Lopes Mendes (Pedro Leopoldo, 3 de setembro de 1946) é um ex-futebolista brasileiro que atuava como meio-campista.

## Carreira
Um dos maiores ídolos da história do Cruzeiro, Dirceu Lopes colecionou títulos, gols e premiações nas décadas de 1960 e 1970 — campeão mineiro juvenil em 1964; pentacampeão mineiro 1965-1969; campeão brasileiro em 1966; campeão da Copa Rio Branco pela Seleção Brasileira em 1967; tetracampeão mineiro 1972-1975; vice-campeão brasileiro em 1969, 1974 e 1975; eleito o melhor meia dos Campeonatos Brasileiros de 1970, 1971 e 1973.
Com João Saldanha no comando da Seleção Canarinho, o jogador era nome certo para a Copa do Mundo FIFA de 1970, realizada no México, mas foi cortado pelo novo técnico Zagallo, que alegou já haver "muitos jogadores para a sua posição" no escrete.
Com seu 1,62 de altura, o Príncipe foi titular absoluto nos 12 anos em que atuou pelo Cruzeiro. Habilidoso e veloz, sua maior característica era arrancar pelo meio-campo com a bola dominada até a área adversária, vencendo seus marcadores com dribles desconcertantes. Tais lances desarrumavam as defesas adversárias e abriam espaços para os companheiros de ataque ou então para si próprio, pois chutava muito bem, colocado, com força e precisão. A presença de Dirceu Lopes em campo era garantia de bom espetáculo e belos gols. Junto com Tostão, formou uma das maiores duplas ofensivas do mundo, comparável a Pelé e Coutinho no Santos e Gerson e Jairzinho no Botafogo.
Jogou pelo Fluminense no ano de 1977, marcando seis gols em 23 partidas.
Com a camisa do Cruzeiro, Dirceu Lopes disputou 610 jogos e marcou 210 gols, é o segundo maior artilheiro da história do clube.

## Vida pessoal
Atualmente é Secretário Municipal de Esportes da Prefeitura Municipal de Pedro Leopoldo, cidade onde reside. É presidente de honra da Associação Esportiva Pedro Leopoldo (AEPL), clube que disputa torneios da categoria júnior e investe na formação de novos craques para o futebol. Também mantém uma coluna esportiva chamada "O Príncipe e o Jornalista", ao lado do jornalista João Paulo Costa, que é publicada semanalmente em um jornal da Região Metropolitana de Belo Horizonte.[carece de fontes?]

## Títulos
Cruzeiro
- Campeonato Mineiro: 1965, 1966, 1967, 1968, 1969, 1972, 1973, 1974 e 1975
- Torneio Início de Minas Gerais: 1966
- Campeonato Brasileiro: 1966
- Taça Minas Gerais: 1973
- Copa Libertadores da América: 1976

Fluminense
- Copa Vale do Paraíba: 1977
- Copa Governador Faria Lima: 1977

Seleção Brasileira
- Copa Rio Branco: 1967

### Prêmios individuais
- Artilheiro do Campeonato Mineiro: 1966 e 1969
- Bola de Prata da revista Placar: 1970, 1971 e 1973
- Bola de Ouro da revista Placar: 1971[8]